# Manglissi
Manglissi (en géorgien : მანგლისი), parfois orthographiée Manglisi, est une localité de la municipalité de Tetritskaro, dans la région de Basse Kartlie, en Géorgie.
Avec une histoire connue remontant au IVe siècle, Manglisi était l'un des premiers centres du christianisme en Géorgie. Elle abrite la cathédrale de Manglissi.